# Club Deportivo Elemental Cantbasket 04
El Club Deportivo Elemental Cantbasket 04 es un club español de baloncesto con sede en Santander (Cantabria), fundado en el año 2004. Su primer equipo juega actualmente en el Grupo A de la Tercera FEB. Es una de las entidades deportivas más grandes de Cantabria, formada por cerca de 600 jugadores en sus categorías inferiores.

## Historia
El Cantbasket 04, inscrito en el Registro de Entidades Deportivas del Gobierno de Cantabria como club deportivo elemental (CDE), fue fundado en el año 2004 como asociación deportiva (AD), después de que sus cofundadores (Daniel López, Javier Gutiérrez, Florent Díaz, Sergio Espinosa, Enrique Olabe, Pedro Pablo del Mazo y Belén Zubieta) se iniciasen, años antes, como entrenadores de baloncesto en el Colegio Altamira, situado en Revilla, una localidad del municipio de Camargo.
Poco a poco, el club cántabro fue creciendo en diferentes colegios de la ciudad de Santander. Tras realizar un extraordinario trabajo de base durante una década, la directiva decide dar un paso más en su sólido crecimiento, e inscribe a su primer equipo en la Liga EBA, bajo el patrocinio del grupo Gallofa Panaderías Especializadas, aprovechando su décimo aniversario de fundación, debutando el 19 de octubre de 2014 en competición nacional con victoria en Logroño ante el filial del Club Baloncesto Clavijo por 77-87. El equipo dirigido por Benjamín Santos comenzó la temporada de la mejor manera posible, con siete victorias consecutivas que le permitió liderar la clasificación y soñar con disputar su primera fase de ascenso a LEB Plata durante toda la campaña, sin embargo, el equipo santanderino acabó tercero en la clasificación, a tan solo una victoria de jugar por el ascenso. 
En la temporada 2015/2016, la lesión en pretemporada de su jugador franquicia, DeAngelo Hailey, debilitó al equipo en el inicio de liguero, acabando en séptima posición su segunda participación en Liga EBA (14 victorias y 12 derrotas).
En la campaña 2016/2017, la directiva y el cuerpo técnico realiza una profunda renovación de su primer equipo, confeccionando una joven plantilla, cuya media de edad es de 22 años, en donde, la cantera y los jóvenes jugadores de Cantabria son protagonistas. El equipo dirigido por Benjamín Santos finaliza la Liga Regular en segunda posición con un balance de 20 victorias y 6 derrotas, que le dan derecho a organizar la Fase Final del Grupo A de la Liga EBA en el Pabellón Exterior de La Albericia los días 6 y 7 de mayo de 2017, en la cual, el equipo cántabro pierde en la prórroga de la semifinal ante el Fundación Baloncesto León (ganador de la Fase Final), finalizando así, la mejor temporada en su joven historia en competición nacional. 
Esta temporada 2016/2017 será recordada en la historia del club por el partido jugado ante Easo SBT, en el que gracias a la victoria en La Albericia, ante cerca de 2.000 personas, el equipo santanderino se pudo clasificar a la Fase Final, gracias a una triple sobre la bocina de Sandro Gacic, autor de 30 puntos, que permitía levantar el basket-average (+11 puntos) a un rival directo por el ascenso. Un partido que es recordado por la afición como «el partido de los triples», ya que, hasta 17 anotó el equipo de Benjamín Santos, ocho de ellos en el último cuarto, con un Sandro Gacic (8/11) y Mihajlo Zvonar (5/7) que hicieron rugir el pabellón santanderino en una tarde mágica e inolvidable.
En la campaña 2017/2018, el primer equipo de la Agrupación Deportiva Cantbasket 04, tras un irregular inicio de liga, se acabó clasificando, por segunda temporada consecutiva, a la Fase Final después de quedar tercero en la clasificación gracias a las nueve victorias consecutivas que sumó al final de la temporada. En la fase, ganó al equipo anfitrión, Gijón Basket 2015 por 67-84, y perdió ante el favorito, Zornotza ST por 81-66. En julio de 2018, Benjamín Santos comunicaba que no continuaba siendo el primer entrenador de Gallofa Cantbasket en Liga EBA para centrarse en sus nuevos retos profesionales como docente. El entrenador cántabro ponía fin a una etapa de ocho años dirigiendo el primer equipo del club.
En la temporada 2018/2019, el equipo santanderino pasaba a ser dirigido por Joaquín Romano, y firmó una buena temporada, ocupando la cuarta posición, con un balance final de 18 victorias y 8 derrotas.
En la temporada 2019/2020, el primer equipo del Club Cantbasket 04, estrena el patrocinio de Arha Hoteles, y comienza la temporada con un balance de una victoria y cinco derrotas, mermado por las bajas de sus jugadores de referencia. Poco a poco, el equipo santanderino conseguía salir de los puestos de descenso, y comenzaba una remontada que le llevó, en el mes de marzo de 2020, a entrar en los puestos de ascenso a LEB Plata, ocupando la segunda posición antes de la suspensión oficial de la competición nacional por la epidemia del Covid19. Al finalizar la temporada, el club santanderino emite un comunicado en el que rescinde su vinculación con Arha Hoteles, dado que el grupo hotelero cántabro presidido por Ariel Cuesta incumplió los términos económicos del acuerdo presentado el 21 de septiembre de 2019. 
El 13 de abril de 2020, debido al confinamiento por el Covid19, el club Cantbasket 04 organizó su primer Torneo de eSports en la modalidad de PlayStation 4, siendo la final retransmitida en YouTube.
En enero de 2021, el club Cantbasket 04 Santander arranca la tercera década del siglo XXI con un nuevo escudo, el segundo oficial en su historia, adaptado a los nuevos tiempos, y que incluye detalles de los orígenes del club en el Colegio Altamira o un guiño a la ciudad de Santander, como principales novedades. La nueva imagen corporativa fue diseñada por el diseñador cántabro Hugo Gómez Roca.
En el mes de junio de 2024, Cantbasket 04 continúa expandiendo su proyecto social y deportivo, promoviendo la inclusión y la igualdad de oportunidades para personas con discapacidad intelectual junto con la colaboración del Colegio Padre Apolinar de Santander, convirtiéndose en el primer club de baloncesto de la ciudad en tener un equipo inclusivo, y el segundo de Cantabria tras la iniciativa de SP Basket. Ambas entidades anuncian la intención de trabajar conjuntamente en la creación una liga federada inclusiva en la Comunidad Autónoma.
En septiembre de 2024, el primer equipo de Cantbasket 04 se proclamó campeón de la XII edición de la Copa Cantabria, un torneo que reúne anualmente, desde 2011, a todos los equipos cántabros que compiten a nivel nacional en baloncesto. 
En la actualidad, Cantbasket es una de las entidades deportivas más grandes de Cantabria, cuenta con equipos masculinos en todas las categorías escolares y federadas. En el año 2009, el club santanderino decidió crear un nuevo proyecto, separando su sección masculina de la femenina, así nació el Club Baloncesto Némesis Santander, con el firme propósito de ser una cantera de futuro para las jugadoras de Santander.
Según el registro oficial de la Federación Cántabra de Baloncesto de la temporada 2023/24, Cantbasket cuenta con un total de 37 equipos en competición federada y escolar (22 masculinos y 15 femeninos en el CB Némesis). Además, también tiene 6 equipos de categorías Baby-Basket, 7 equipos que practican el baloncesto sin competir y diversas sedes en colegios de Santander y sus alrededores.

## Escudo
El actual escudo de Cantbasket 04, presentado en el mes de enero de 2021,  mantiene su formato circular y continúa presentando un dragón como principal protagonista, un ser mitológico que acompaña al club santanderino desde su creación, si bien, fue rediseñado por completo y sustituyó al anterior inspirado en el «Ddraig Goch» de Gales. Cabe destacar que el ya «antiguo dragón» del club no desapareció por completo, ya que se recuperó el dibujo original, realizado con rotulador sobre papel en el año 2004 y que queda como fondo secundario, bajo un color gris. Además, en la actual imagen corporativa, la cola del nuevo dragón guarda un balón de baloncesto como su principal tesoro.
El dragón del escudo muestra el color morado que caracteriza a la entidad deportiva cántabra desde su año de fundación. En 2020, el primer equipo de la Liga EBA también recuperó este tono para su primera equipación de juego, tras jugar con los colores corporativos de los patrocinadores principales en los anteriores seis años, tales como el rojo, gris, blanco o azul, o incluso de rosa en 2019 con el fin apoyar la lucha contra el cáncer de mama.
El escudo, que lleva centrado el nombre del club, con tono gris y un borde fino morado, añade un detalle de sus orígenes en la Escuela de Baloncesto Altamira (de 1997 a 2003), y es que la segunda letra «A» de Santander se sustituye por el símbolo de «doble triángulo» que caracterizaba el escudo del Altamira Baloncesto, lo que fue el origen de la fundación de la Agrupación Deportiva Cantbasket 04 en el año 2004, hoy reconvertida en Club Deportivo Elemental Cantbasket 04. Un símbolo reconocido por los centenares de jugadores que se han formado en el club cántabro durante sus dos primeras décadas, ya que todos los balones están marcados con el «doble triángulo» en forma de la «A» de Altamira.
Otra de las principales novedades en el actual escudo fue un guiño a la ciudad de Santander a través de un dibujo vectorizado del palacio de la Magdalena, uno de los edificios más emblemáticos de la capital cántabra, y donde se presenta cada temporada el primer equipo del Cantbasket 04.

## Historial de temporadas
| Temporada | Categoría        | Posición | Dato ascenso                           | Balance liga regular |
| --------- | ---------------- | -------- | -------------------------------------- | -------------------- |
| 2004–05   | Segunda División | 4.°      |                                        |                      |
| 2005–06   | Segunda División | 6.°      |                                        |                      |
| 2006–07   | Segunda División | 9.°      |                                        |                      |
| 2007–08   | Primera División | 11.°     |                                        |                      |
| 2008–09   | Primera División | 11.°     | –                                      |                      |
| 2009–10   | Primera División | 2.°      | Fase de ascenso a Liga EBA             |                      |
| 2010–11   | Primera División | 3.°      | Fase de ascenso a Liga EBA             |                      |
| 2011–12   | Primera División | 4.°      | Fase de ascenso a Liga EBA             | 9-13                 |
| 2012–13   | Primera División | 2.°      | Fase de ascenso a Liga EBA             | 13-9                 |
| 2013–14   | Primera División | 3.°      | Fase de ascenso a Liga EBA             | 10-5                 |
| 2014–15   | Liga EBA         | 3.°      | –                                      | 17-9                 |
| 2015–16   | Liga EBA         | 7.°      | –                                      | 14-12                |
| 2016–17   | Liga EBA         | 2.°      | Fase previa de ascenso a LEB Plata     | 20-6                 |
| 2017–18   | Liga EBA         | 3.°      | Fase previa de ascenso a LEB Plata     | 21-9                 |
| 2018–19   | Liga EBA         | 4.°      | –                                      | 18-8                 |
| 2019-20   | Liga EBA         | 2.°      | Suspendida la competición por Covid-19 | 15-7                 |
| 2020-21   | Liga EBA         | 3.°      | –                                      | 12-8                 |
| 2021-22   | Liga EBA         | 4.°      |                                        | 21-9                 |
| 2022-23   | Liga EBA         | 4.°      |                                        | 16-10                |
| 2023-24   | Liga EBA         | 7.°      |                                        | 14-12                |
| 2024-25   | Tercera FEB      | 4.°      |                                        | 15-11                |

## Entrenadores del primer equipo
| Período   | Presidente          | Observaciones                                             |
| --------- | ------------------- | --------------------------------------------------------- |
| 2007-2008 | Sergio Espinosa     | Primera División Nacional de Cantabria                    |
| 2008-2009 | Sergio Espinosa     | Primera División Nacional de Cantabria                    |
| 2009-2010 | Javier Peña         | Primera División Nacional de Cantabria                    |
| 2010-2011 | Benjamín Santos     | Primera División Nacional de Cantabria                    |
| 2011-2012 | Benjamín Santos     | Primera División Nacional de Cantabria                    |
| 2012-2013 | Benjamín Santos     | Primera División Nacional de Cantabria                    |
| 2013-2014 | Benjamín Santos     | Primera División Nacional de Cantabria                    |
| 2014-2015 | Benjamín Santos     | Liga EBA                                                  |
| 2015-2016 | Benjamín Santos     | Liga EBA                                                  |
| 2016-2017 | Benjamín Santos     | Liga EBA. Fase de ascenso a LEB Plata.                    |
| 2017-2018 | Benjamín Santos     | Liga EBA. Fase de ascenso a LEB Plata.                    |
| 2018-2019 | Joaquín Romano      | Liga EBA                                                  |
| 2019-2020 | Joaquín Romano      | Liga EBA. Competición suspendida por la epidemia Covid-19 |
| 2020-2021 | Joaquín Romano      | Liga EBA                                                  |
| 2021-2022 | Joaquín Romano      | Liga EBA                                                  |
| 2022-2023 | Joaquín Romano      | Liga EBA                                                  |
| 2023-2024 | Joaquín Romano      | Liga EBA                                                  |
| 2024-2025 | Joaquín Romano      | Tercera FEB                                               |
| 2025-2026 | José Ignacio Álvaro | Tercera FEB                                               |

## Socios de honor
- Sanyo Gutiérrez, jugador argentino de pádel, vinculado a tierras cántabras, fue nombrado socio honorífico de la A. D. Cantbasket 04 durante el descanso del partido frente a la Universidad de Mondragón, en el mes de marzo de 2017.[3]
- Alba Franco Gómez, campeona de España de gimnasia rítmica en la categoría individual juvenil 2019, fue nombrada socia honorífico del Cantbasket 04 durante el descanso del partido entre el primer equipo y el C. B. Valle de Egües, el 14 de diciembre de 2019.[4]

## Jugadores internacionales
En el primer equipo de Tercera FEB de Cantbasket 04 (anteriormente conocida como Liga EBA), varios jugadores que han vestido la elástica del club santanderino, han sido convocados tanto por las selecciones absolutas como por las categorías inferiores. 
- Erik Borg, jugador de la temporada 2023/24, fue convocado por la selección absoluta de Noruega.

- Anton Politis, jugador de la temporada 2023/24, fue convocado por la selección de Suecia en categorías inferiores.
- Adrián Ramírez, jugador de la temporada 2022/23, fue convocado por la selección española de 3×3 U21 en el año 2023.
- Nathan Lucas, jugador de la temporada 2022/23, fue convocado por la selección U15 de Francia.
- Esben Reinholt, jugador de la temporada 2021/22, fue convocado por la absoluta de Dinamarca, y categorías inferiores, disputando los Campeonato de Europa U17, U18 y U20.
- Óscar Cabrera, jugador de la temporada 2021/22, fue convocado por las selecciones inferiores de República Dominicana
- Danrad Chicken Knowles, jugador de la temporada 2021/12, fue convocado por la selección absoluta de Bahamas.
- Jake Babic, jugador de la temporada 2020/21, fue internacional con las categorías inferiores de Canadá, disputó el Campeonato del Mundo U17 celebrado en Kaunas (Lituania) en el 2012.
- Sandro Gacic, jugador durante dos etapas (2016/17 y 2018/19) fue internacional por Bosnia y Herzegovina en las categorías inferiores U16, U18 y U20.
- Alexis Bartolomé, jugador que llegó al filial en el 2016 y jugó durante dos temporadas con el primer equipo en la Liga EBA (2017/18 y 2018/19) , fue convocado por la selección absoluta de Andorra.
- Bruno Bartolomé, jugador que llegó a Santander en el 2017 y jugó hasta 2020, fue internacional con la selección de Andorra
- Mihajlo Zvonar, jugador de la temporada 2016/17, fue internacional U16 con Bosnia y Herzegovina.
- Tomás Ramón, jugador de la temporada, 2015/16, fue internacional junior con España Selección, disputando varios torneos oficiales en Alicante y Guadalajara.
- David García Peña, jugador cántabro con experiencia en  ACB, LEB Plata y Liga EBA, que disputó sus últimas tres temporadas en Cantbasket (de 2017 a 2020), fue convocado por la selección española de baloncesto cadete en 1997 y Selección Española Junior (Preeuropeo 1998), en las que compartió vestuarios con leyendas como Pau Gasol, Juan Carlos Navarro, Felipe Reyes, José Manuel Calderón o Raúl López.

## Jugadores de la cantera convocados por la selección española
El primer jugador de la historia de Cantbasket 04 en ser convocado por las categorías inferiores de la Federación Española de Baloncesto (FEB) fue Carlos Iradier Ruiloba (hijo de la pívot internacional absoluta Rosa Ruiloba), que estuvo convocado con la selección U12 en el año 2006. Tras su formación en el club santanderino, Iradier se incorporó a las filas del Valencia Basket y jugó en diferentes equipos de Liga EBA y LEB Plata.
En el año 2022, Pablo Hontañón de Hoyos estuvo concentrado con la selección española sub-12 en el año 2022, con la selección española sub-13 (2023) y selección española sub-14 (2024).  Yago López-Vázquez Fernández con la selección española sub-12 (2023) y selección española sub-13 en la modalidad 3x3 en 2024.
Por otro lado, Marina Fernández Royano, entrenadora en la cantera de Cantbasket 04, fue convocada en el año 2019 por la selección española sub-13 para formar parte del cuerpo técnico como entrenadora ayudante.

## Dorsales retirados
- Número 14, en agradecimiento al jugador cántabro Julián Garandal Martín.[5]

## Pabellón
La cancha donde disputa sus encuentros oficiales como local el primer equipo de Cantbasket 04 es el Palacio de Deportes de Santander, situado en El Sardinero junto a los Campos de Sport del Sardinero y el parque de las Llamas. En los primeros años de la instalación municipal jugaron sus partidos oficiales los ya desaparecidos Teka Cantabria (balonmano) y Cantabria Lobos (baloncesto).
- Nombre: Palacio de Deportes de Santander.
- Ciudad: Santander.
- Capacidad: 6000 espectadores.
- Dirección: c/ Alcalde Vega Lamera, s/n.

## Peñas
- Grada Cantbasket, peña fundada en el año 2015 por una treintena de abonados, que animan al primer equipo con bombos y otros instrumentos en cada partido que se juega en el Palacio de Deportes de Santander. Su presidente es Lorenzo Velasco.